# Illorsuit
Illorsuit ("De mange store huse", tidligere stavemåde: Igdlorssuit) er en forladt grønlandsk bygd i Avannaata Kommune. Indtil 2018 hørte bygden under Qaasuitsup Kommune. Illorsuit ligger ca. 82 km nordvest for Uummannaq på nordøstkysten af den 468 km2 store Illorsuit Ø. 
Den 17. juni 2017 udløste et fjeldskred en tsunami i Karratfjorden, der ramte Illorsuit og den nærliggende bygd Nuugaatsiaq. Begge bygder blev efterfølgende evakueret. Beboerne kan ikke vende tilbage, da myndighederne frygter flere fjeldskred.
Bygden er omgivet af høje bjerge, og derfor ses solen ikke mellem medio oktober og primo marts.
De fleste af indbyggerne levede af fangst af hellefisk og sæler.
Der er et servicehus i bygden, og skolen Atuarfik Aaralik har plads til ca. 14 elever fra 1. til 9. klasse. Kirken er fra 1923 og har 130 siddepladser.
Illorsuit Helistop havde i 2008 386 afrejsende passagerer fra flyvepladsen fordelt på 102 starter.

## Kendte personer
- Elisabeth Johansen (1907 – 1993) var en grønlandsk politiker fra Uummannaq. Elisabeth Johansen boede fra 1946 til 1958 sammen med sin mand og børn i Illorsuit. Hendes arbejde som jordemoder medførte, at familiens privatbolig blev brugt til konsultationer og til sengeliggende patienter. I 1956 etablerede hun en kvindeforening i bygden. Da ægtefællen døde i 1958, flyttede hun og de nu fem børn tilbage til Uummannaq.
- Lars-Emil Johansen (født 1946 i Illorsuit som søn af Elisabeth Johansen) er en grønlandsk politiker. Tidligere landsstyreformand 1991 – 1997 og medlem af Folketinget 2001 – 2009.